# Santa Maria della Clemenza
Santa Maria della Clemenza är en dekonsekrerad kyrkobyggnad i Rom, helgad åt Jungfru Maria. Kyrkan är belägen vid Vicolo del Piede i Rione Trastevere. 
Brödraskapet av det Allaheligaste Sakramentet bildades 1564 och hade sina möten i Cappella Altemps i basilikan Santa Maria in Trastevere. Brödraskapet upphöjdes till ärkebrödraskap 1579. Kyrkan Santa Maria della Clemenza uppfördes i början av 1600-talet och 1675 tog ärkebrödraskapet kyrkan i besittning och företog en restaurering. 1870 stängdes kyrkan då ärkebrödraskapet ämnade bygga en ny kyrka. Inom kort inledde man arbeten med att ombygga och restaurera byggnaden. Den 10 mars 1888 öppnades kyrkan åter för offentligt mässfirande. I början av 1900-talet upplöstes dock ärkebrödraskapet och kyrkan dekonsekrerades.
I kyrkan vördades ikonen Santa Maria della Clemenza; den finns nu i Santa Maria in Trastevere.
Fasadens fris har följande inskription:
VEN(ERABILIS) ARCHI(CONFRATERNITAS) SS. SACRAMENTI IN S. MARIA TRANSTYB(ERIM) ANNO IVBILEI MDCLXXV
Fasaden övre del har på sidorna voluter och putti med draperier.
Idag hyser den dekonsekrerade kyrkan en restaurang.

## Bilder

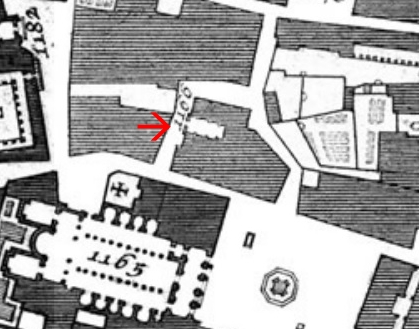
Santa Maria della Clemenza (nummer 1166 vid den röda pilen) på Giovanni Battista Nollis Rom-karta från 1748. Nummer 1165 anger basilikan Santa Maria in Trastevere.